# Operación Victoria
La Operación Victoria, popularmente conocida como «La Captura del Siglo» o «La captura de Abimael Guzmán», fue una operación desarrollada por el Grupo Especial de Inteligencia (GEIN) el 12 de septiembre de 1992 en la cual se dio captura del líder de Sendero Luminoso, Abimael Guzmán, y por consiguiente el inicio del fin de la época del terrorismo en el Perú.

## Antecedentes

### Creación y despliegue del GEIN
El 5 de marzo de 1990 se crea el GEIN bajo el liderazgo de Benedicto Jiménez en los meses finales del primer gobierno de Alan García. Para aquel momento la estructura senderista se mantenía intacta a la par que las detenciones de algunos mandos se hizo posible a través del azar o delaciones más que operaciones de inteligencia operativa. Para junio de aquel año, se llevó a cabo la primera operación del GEIN conocida como la Operación ISA, en la cual se desarticuló el Departamento de Apoyo Organizativo (DAO) y el Grupo de Apoyo Partidario (GAP) de Sendero Luminoso. Tras una reunión entre Jiménez, Augusto Antonioli, Fernando Reyes Roca y Vladimiro Montesinos, se dispuso la continuación del GEIN en el entrante gobierno de Alberto Fujimori. Después de la Operación ISA se desarrollaron las siguientes operaciones:  Monterrico-90, Caballero, Seso, Fortuna, Ancón, Palacio, Hipócrates, Moyano y Huascaura, siendo la Operación Huascaura la operación previa la Operación Victoria. Durante el transcurso de las diversas operaciones, se capturaron mandos de la estructura de Sendero Luminoso y se recaudó información relevante que los llevó a identificar el posible lugar donde se encontraba Abimael Guzmán.

### La información de "Sotil"
Luis Alberto Arana Franco, conocido como "Sotil" por los agentes del GEIN, era administrador de la Academia César Vallejo y principal proveedor de fondos para la dirección central de la organización terrorista. En junio de 1992, durante la Operación Huascaura, fue capturado por las fuerzas del GEIN. En su interrogatorio, Arana Franco terminó por delatar la ubicación de Abimael Guzmán, lo cual fue comprobado con información existente recopilada en las operaciones anteriores.

«El auto lo conducía una pituca miraflorina (en referencia a Maritza Garrido-Lecca), me vendaron los ojos. El "presidente Gonzalo" me pidió que alquilara una casa en la Urbanización Los Sauces, Surquillo. Y  al día siguiente acudí allí. De pronto vi bajar de un auto a la misma pareja que me había llevado a reunirme con Abimael y me fui».

## Desarrollo de la operación

### "El Castillo"

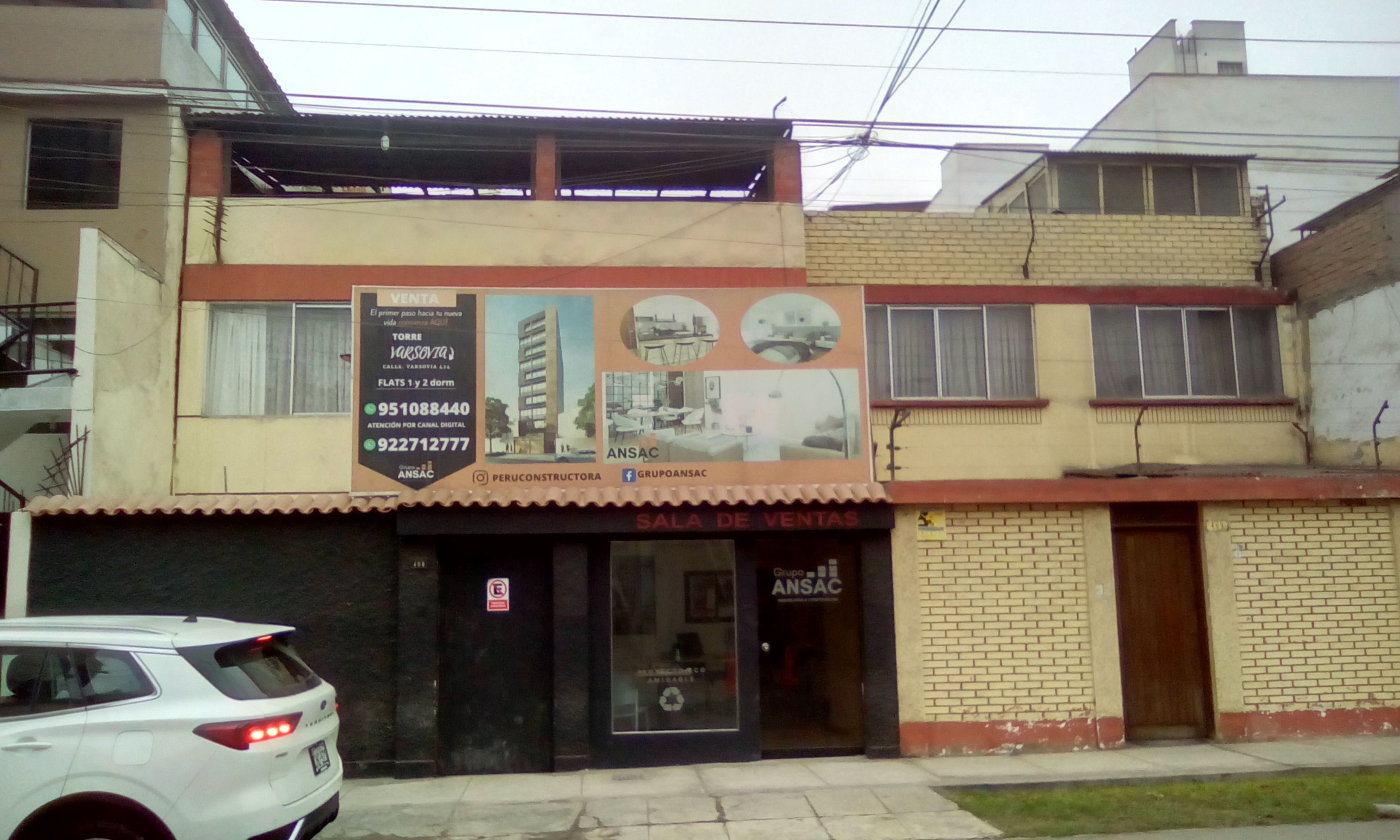
Antigua casa "El Castillo". Fue comprada después por una empresa inmobiliaria para la construcción de un edificio residencial.

Para el 25 de julio, los agentes del GEIN lograron instalar un puesto de vigilancia frente a la casa sindicada como refugio de Abimael Guzmán. La casa donde se instalaron era la vivienda de un coronel de la desaparecida Policía de Investigaciones del Perú (PIP), al que Jiménez le pidió su colaboración diciéndole que estaban detrás de una banda internacional ligada al narcotráfico. La casa objetivo (donde se presumía estaba Guzmán) fue designada como "El Castillo" mientras que los alrededor de "El Castillo" fue designado como "Cancha 1". Las inmediaciones de la casa de Germán Sipión Távara, alias "El zorro" y coordinador nacional de Sendero Luminoso, fue designado como "Cancha 2". La vigilancia sobre la casa de Sipión, ubicada en Balconcillo, se dispuso para que dicho personaje pudiera conducirlos al lugar de escondite de Guzmán o algún enlace que los llevara hacia Guzmán. Por su lado, el coronel de la casa frente a "El Castillo" era amigo de Pablo Quinteros Tello, amigo de Montesinos y colaborador del Servicio de Inteligencia Nacional (SIN). Dicho coronel le contó a Quinteros sobre lo que le dijo Jiménez pidiéndole, además, que intercediera ante Montesinos para la protección de su familia. Tras una reunión en el SIN, se dispuso de la instalación de un dispositivo de escucha, cuyas grabaciones eran llevadas por el coronel a Quinteros y Quinteros los trasladaba al SIN. Debido a que anteriormente el SIN y el GEIN habían roto relaciones y el SIN los había dejado de financiar, a través de las dispositivos de escucha, Montesinos recopilaba información de lo acontecido y se los comunicaba a Alberto Fujimori, quien dispuso que no se interfiriera en la operación llevada a cabo por el GEIN. Mientras tanto, los agentes del GEIN, en previsión de que otros órganos de inteligencia pudieran entrometerse en sus labores, dispusieron de sus propias medidas de seguridad entre ellos el cambio de apelativos designándose, para la Operación Victoria, a Jiménez como el "Químico", a Marco Miyashiro como el "Físico" y Luis Valencia como el "Ingeniero". Se puso de apelativo el "Cachetón" a Guzmán.

### Vigilancia y seguimiento
En los primeros días de vigilancia a "El Castillo", se supo que el lugar se daban clases de danza a cargo de "Lola" (Maritza Garrido Lecca, pareja de Carlos Incháustegui Degola, "Lolo"). Del seguimiento a "Lolo", la agente del GEIN, Elena Vadillo, se percató de que "Lolo" compró 20 panes, guardando 15 en la mochila y llevando 5 en una bolsa de papel. Paralelamente, mientras estaban en un poste para disponer de la interceptación telefónica se percataron de la presencia de una mujer de cabello castaño que cerró presurosamente la ventana a la vez que la casa no disponía de teléfono. Debido a que la casa no disponía de teléfono, se dispuso el recojo de la basura para obtener información. Para esta labor se dispuso a Carlos Andrés Iglesias y Rubén Zúñiga Carpio, dándose cuenta de que la basura estaba filtrada. Dicha medida tomada por los senderistas se dio por la filtración a la prensa de los detalles de análisis de basura durante la Operación Caballero. Ante esto, Jiménez sugirió seguir esperando un error de los senderistas. Mientras la vigilancia sobre "El Castillo" seguía, se logró recuperar un papel tirado por "Lola" donde se detallaba una relación de medicamentos no usuales para parejas jóvenes ("Lola" y "Lolo"), lo que fue tomado como un indicio de la presencia de otras personas en el lugar. Días después de la recuperación de la lista de medicamentos, se encontró en una bolsa de basura dejado por "Lola" un manuscrito que decía: "Reunión del BP (Buró Político). III Pleno del CC. (Comité Central) C (Conquista) del poder a nivel nacional e internacional. El esquema presentado por el BP". La ausencia de fecha del manuscrito no les permitía, a los agentes del GEIN, averiguar si era reciente y si se refería a los miembros de la cúpula senderista que estaban vivos en ese momento ya que uno de ellos, Hugo Deodato Juárez Cruzzat había fallecido durante la Operación Mudanza 1 y se esperaba que fuera reemplazado por Margie Clavo Peralta.
Luego de días de vigilancia (entre las que se alquiló una avioneta para tomar fotografías aéreas), el 3 de septiembre, se logró tomar una fotografía nítida a "Lola", quien fue identificada por Miyashiro como Maritza Garrido Lecca. Esto se logró debido a que Garrido Lecca fue fotografiada en 1987 durante un operativo de la DINCOTE a una imprenta del MRTA siendo ella vista en grupos culturales afines a los emerretistas, aunque en esa oportunidad no se le encontró relación con grupos subversivos. Debido a que los emerretistas y senderistas, para entonces, estaban enfrentados, a los agentes del GEIN se les hizo extraño la presencia de una filoemerretista como parte del círculo senderista. Sin embargo, llegaron a la conclusión de que esto fue posible debido a la filiación de Maritza Garrido Lecca con Nelly Evans Risco, encargada de la seguridad de Guzmán y capturada en la Operación Caballero.
Para el 5 de septiembre, se detectó a "Lolo" comprando pescado en cantidades mayores para dos personas. El 6 de septiembre se descubrió a "Lola" tendiendo ropa masculina de talla diferente al usado por "Lolo", además de comprar una camisa oscura de talla mayor. El 8 de septiembre, tras un apagón debido a un atentado terrorista, los agentes del GEIN descubrieron, a la luz de una vela prendida en "El Castillo", la silueta de un hombre que se parecía al Guzmán mostrado en el video de "Zorba, el griego". El 10 de septiembre, convencieron a un hombre que repartía recibos de luz para que ellos pudieran repartirlos en su lugar. El agente encargado de la acción tenía por consigna tocar varias veces la puerta para ver las reacciones en el interior de la casa. Tras unos instantes, una mujer mayor vestida de ropa oscura se asomó, lo que confirmó que había otras personas en el lugar por lo que se prepararon para incursionar en el predio. Paralelamente, "El zorro", que era sujeto a seguimiento, se ponía cada vez más nervioso.

### La captura de "El zorro"
La fecha inicial para la operación se dispuso para el 11 de septiembre, sin embargo, aquel día "El zorro" desapareció, trastocando los planes de los agentes del GEIN ya que "El zorro" iba a ser el primer detenido. Ante esto, se dispuso replantear la estrategia.
El 12 de septiembre, se recibió la noticia del secuestro de David Ballón por parte del MRTA. Aquel día, se reunieron para replantear la estrategia de captura aprovechando el clásico entre Universitario y Alianza Lima. Cuando se preguntó si Ketín Vidal, director de la DINCOTE y conocido como "Águila 10", sabía de la operación, se informó que no sabía, además, deseaban que la operación se realizara antes del 15 de septiembre, día del aniversario de la PIP. La ruptura con Vidal se había dado anteriormente debido a que el dinero destinado al GEIN por la embajada norteamericana para sus operaciones no le llegaba al equipo, lo que ocasionó una discusión entre los agentes del GEIN con Vidal. Posteriormente supieron que Vidal también se había quedado con el dinero destinado por el gobierno peruano a las operaciones de inteligencia.
Se acordó que se capturara primero a "El zorro" y que si no encontraban nada se suspendía las demás intervenciones, entre ellas la de "El Castillo". A la 1 de la tarde, se dio orden reempezar. Disfrazados de compradores de ropa vieja, los agentes del GEIN vieron salir a "El zorro" de su casa a las 2 de la tarde para comprar el almuerzo y retornar. Lo vieron nuevamente salir cerca de las 3:30 y lo empezaron a seguir. Cuando llegó a un paradero de bus, sospecharon que lo iban a perder por lo que se dirigieron hacia él y lo intervinieron. Ante la intervención, "El zorro" empezó a gritar alegando que lo estaban secuestrando. Ante esto, un grupo de hinchas de Universitario y Alianza Lima intentaron defenderlo pero los agentes mostraron sus placas y sus armas de policías. Posteriormente subieron a un carro. Cuando Jiménez preguntó sobre "El zorro", le comunicaron que estaba en el lugar, dado que la orden de capturarlo no lo había dado Jiménez. Luego de unos segundos, informaron que lo tenían capturado y Jiménez ordenó llevarlo a "La Fortaleza", como era conocido el centro de operaciones del GEIN.
Al ser llevado a "La Fortaleza", "El zorro" alegó inocencia mostrando, además, su libreta electoral en donde figuraba el nombre de Germán Sipión Távara. Sin embargo, cuando los agentes del GEIN hicieron pasar a Zulma Cruzzat Cárdenas, esposa de "El zorro", este admitió ser Zenón Walter Vásquez Cárdenas, alias "Camarada Arturo" y coordinador nacional de Sendero Luminoso. Luego, se dispuso la intervención de la casa, a la cual habían ingresado tres personas. "El zorro" fue llevado a un carro con vidrios oscuros para evitar dar la alerta de que la Operación Victoria había iniciado.

## La captura

### La casa de Balconcillo
A las 4 de la tarde, partieron hacia Balconcillo con las llaves encontradas entre las pertenencias de "El zorro". Tras ingresar, encontraron una televisión con la transmisión del partido de fútbol y dos jóvenes, en otra habitación encontraron a una mujer con unos audífonos. Al preguntárseles sus nombres, uno de ellos dijo ser José Palomino Sánchez, pero fue identificado como Marciano Valerio Gonzáles Toribio, alias "Camarada Enrique". Los otros fueron identificados como Miguel Ángel Villalobos Villanueva y Carmen Ruiz Nano. Entre las pertenencias se encontró diversos paquetes listos para ser enviados a los comités regionales de Sendero Luminoso, además de una subametralladora y dos revólveres que iban a ser enviados a Trujillo. Los agentes grabaron lo incautado. Mientras esto pasaba, un agente de la CIA al que llamaban "Superman" apareció en "La Fortaleza" debido a que había escuchado en las comunicaciones radiales de los agentes del GEIN que algo estaba en marcha y deseaba obtener información de primera mano ya que Guzmán era considerado también un enemigo de los Estados Unidos. Después de la llegada de "Superman" hizo su aparición Vidal. Vidal llegó cuando Jiménez y su gente estaban viendo la grabación de lo incautado en Balconcillo. Vidal preguntó molesto sobre quién había dado la orden de iniciar sin su conocimiento a lo que Jiménez le respondió que "he tomado yo la decisión de golpear y respondo al final por mis actos, ahora requiero tranquilidad para pensar el siguiente paso". Vidal se retiró amenazando a Jiménez. Anexo a ello, Vidal no informó al mando superior sobre la operación ya que prefirió guardar el secreto para evitar que se filtrara, respaldándose para ello en lo aprendido en el KGB.

### Intervención en "El Castillo"
A las 5:30 de la tarde, los agentes del GEIN vieron llegar a una pareja (Patricia Awapara y Celso Garrido Lecca) que tocó la puerta de "El Castillo". Esperaron ambos hasta que "Lola" abrió la puerta, saludó a la pareja y los hizo pasar. Tras esto, Miyashiro empezó a coordinar con los demás agentes y se estableció que una vez saliera la pareja de la casa intervendrían el lugar. Miyashiro ordenó que una pareja de agentes se dirigiera a una bodega cercana para que compren cerveza y simulen estar tomando como amigos. Los encargados de esta acción fueron Julio Becerra y Cecilia Garzón, "Ardilla" y "Gaviota", quienes además eran pareja. Debido a que la bodega no vendía bebidas alcohólicas, compraron una Coca Cola y una bolsa de hojuelas de maíz. Tras una hora, y debido a que aun no salía la pareja de "El Castillo", Miyashiro salió y se dirigió a comprar una cajetilla de cigarros. Le avisó con gestos a "Ardilla" de la presencia de un muro por el que podrían escalar, pero se descartó tal posibilidad.
A las 8 de la noche, se escuchó que la puerta de la casa se abrió. "Ardilla" y "Gaviota", con sus revólveres, se dirigieron a "El Castillo" y procedieron a intervenir a "Lola" y "Lolo", quienes empezaron a gritar y se lanzaron contra "Ardilla", lo que motivó que "Gaviota" disparara al aire. Ante esto, "Lola" y "Lolo" se asustaron y "Ardilla" los redujo e ingresó a "El Castillo". Tras subir al segundo piso, encontró una separación de triplay y una mujer (Elena Iparraguirre) que corrió hacia adentro. "Ardilla" empujó el triplay, ingresó y encontró al "Cachetón", Abimael Guzmán. Acto seguido le apuntó y le dijo: "¡Soy de la policía! ¡Si tú te mueves, te mato, carajo!". Guzmán le respondió: "Tranquilo muchacho, ya perdí".

#### Miembros de Sendero Luminoso capturados
- Abimael Guzmán
- Elena Iparraguirre
- María Pantoja
- Laura Zambrano
- Maritza Garrido Lecca

## Luego de la captura

### Llegada de Vidal y Jiménez a "El Castillo"
Luego de la captura de Guzmán, se comunicó a Jiménez y a Vidal sobre lo acontecido. Ambos enrumbaron en el mismo vehículo hacia "El Castillo". Vidal se apersonó al lugar encontrándose con Guzmán mientras el agente Walter Capa estaba grabando el lugar. Al registrarse a Guzmán, se le encontró una medalla de Mao, que le fue devuelto por Vidal a Guzmán. Luego, ya sentado, Guzmán le dijo a Vidal:

«Al fin y al cabo a un hombre le pueden quitar las cosas, menos lo que tiene acá (se toca la sien). A nadie, así lo maten. Si uno muere, (se toca otra vez la sien), esto queda en los demás».

Posteriormente, Guzmán e Iparraguirre fueron trasladados por Vidal a la sede de la DINCOTE en la avenida España mientras los otros senderistas se quedaron en la casa junto a los agentes del GEIN. Al revisar la habitación se encontraron documentos senderistas, recuerdos de los viajes de Guzmán e Iparraguirre a la China maoísta y regalos enviados por senderistas del interior del país.

### Expansión de la noticia de la captura
El primer mandatario en enterarse de la captura fue George H. W. Bush, a través de un enlace de la CIA que estaba junto a Jiménez. En Frecuencia Latina se dio el anuncio de la captura de Guzmán con las siguientes palabras:

«Probablemente la noticia que van a escuchar enseguida es una de las más esperadas del siglo. Esta noche, según versiones policiales, la DINCOTE capturó en Lima al principal enemigo del Perú: Abimael Guzmán. Se trata de una información esperada por la civilidad entera y que llena de satisfacción al Perú entero. Repetimos: Abimael Guzmán ha sido capturado».

Tras el primer aviso televiso sobre la captura de Guzmán, Vidal recibió una llamada de Montesinos para confirmar lo anunciado. Vidal le confirmó la captura de Guzmán a lo que Montesinos luego colgó. Después, Vidal llamó a Palacio de Gobierno pero el edecán le informó que Fujimori se encontraba fuera de Lima y que tal vez se podría comunicar con él a través del SIN. Vidal le pidió al edecán que llamara a Montesinos. En un rato, Montesinos le llamó informándole a Vidal que Fujimori había tomado conocimiento del hecho.  Según relató Kenji Fujimori, él y su padre Alberto recibieron la noticia de la captura de Guzmán en el Grupo Aéreo Nº 8, cuando se disponían a partir a provincia. Al enterarse por medio de un oficial, Alberto Fujimori abrió una botella de champán y brindó por el acontecimiento. Sin embargo, según El Comercio, Fujimori se enteró al llegar a Iquitos, a donde había ido para brindar ayuda a las comunidades nativas del sector repartiendo medicinas, alimentos y otros productos.
En la sede de la DINCOTE, "Superman" entró a la oficina de Jiménez con una botella de whisky Johnnie Walker para celebrar con los policías.  A las 10 y 30 de la noche, llegó el coronel Alberto Pinto Cárdenas, jefe del Servicio de Inteligencia del Ejército (SIE). Cárdenas, que había sido enviado por Montesinos, le comunicó que, por motivos de seguridad, se iba a llevar a Guzmán al Pentagonito, pero Vidal se negó quedándose Guzmán en la sede de la DINCOTE.

### Filtración del video de la captura de Guzmán
El 13 de septiembre, Vidal le pidió a Miyashiro la edición del video que había grabado Capa. Con anterioridad, Vidal le había ordenado a Jiménez que hiciera un extracto de cinco minutos con las mejores tomas de las tres cámaras que estuvieron presentes en el lugar. Jiménez cumplió con la orden entregando a Miyashiro, quien era su superior, el video. Miyashiro entregó el video y los originales a Vidal. Posteriormente, se propaló por la BBC las imágenes de la captura de Guzmán, acto que enfureció a Fujimori, ya que no había autorizado tal acción, por lo que llamó a Vidal para que le dijera quién era el responsable de la filtración. Vidal, entonces, llamó a Miyashiro a su despacho y le dijo que el presidente quería saber quiénes fueron los responsables de la filtración por lo que debía darle el nombre de dos suboficiales a los cuales, luego de pasado el escándalo, ayudaría. Miyashiro se negó a eso.

### Recompensa a los miembros del GEIN
Debido a que el gobierno había ofrecido una recompensa de 1 millón de dólares por la captura de Guzmán, los miembros del GEIN y Vidal fueron citados por Fujimori para recibir la recompensa, además, Fujimori, haciendo uso de la Ley de Situación Policial, ascendió al grado inmediato superior a los oficiales involucrados. La recompensa fue dada el 5 de octubre por Fujimori con dinero proporcionado por el SIN y la asociación "La fuerza de la ley". Sin embargo, tanto Miyashiro como Capa no recibieron la recompensa ni fueron ascendidos debido a que Vidal les señaló como responsables de la filtración del video. Ante esto, los demás compañeros de Miyashiro y Capa realizaron una colecta para poder entregarles su parte de la recompensa. Posteriormente, la periodista Cecilia Valenzuela revelaría que Vidal le entregó el video como una forma de presentarse ante el público como un héroe, hecho que se sumó al anuncio público de Vidal sobre entregar su parte de la recompensa a los niños huérfanos de Ayacucho, acto que luego fue desmentido.

### Reunión Vidal - Guzmán
Al día siguiente de llegado Guzmán a la DINCOTE, un oficial de inteligencia de las Fuerzas Armadas le ofreció al teniente José Gil unos micrófonos para instalar en la celda de Guzmán. La instalación de los micrófonos se hizo con único conocimiento de Jiménez, a quien Gil reportaba. El penúltimo día de la estancia de Guzmán en la DINCOTE, el técnico que operaba los micrófonos le informó a Gil de una conversación entre Vidal y Guzmán en donde el primero le dijo, en voz baja para evitar ser escuchados (a pesar de que Vidal no sabía de los micrófonos), que: "Seguramente van a querer filmarlo, diversas posiciones. En ningún momento deje que lo tomen acongojado, deprimido. Póngase bien, ¿ya? Yo sé lo que le digo". Gil, indignado, le entregó la grabación a Jiménez, quien lo guardó en una caja fuerte. Tras lo acontecido con Miyashiro y Capa sobre el video y la recompensa, Jiménez le entregó las grabaciones a Miyashiro, quien lo escuchó varias veces en la celda ya vacía de Guzmán. Otra de la confidencias de Vidal contada a Guzmán fue sobre el responsable de ponerlo en traje a rayas con el número 1509 cuando fue presentado al público. Vidal le comentó que: "Es el coronel Manuel Tumba Ortega, usted lo conoce porque es el oficial que lo trajo desde Ayacucho cuando lo detuvieron en 1979". El 5 de noviembre de 1992, Tumba Ortega fue asesinado por un comando de aniquilamiento de Sendero Luminoso. Miyashiro, con las grabaciones, fue hacia Santiago Fujimori, hermano del presidente, y le hizo escuchar las grabaciones. Con anterioridad, Miyashiro había coordinado con Santiago Fujimori la entrega de ayuda económica al GEIN además de considerársele un camino para poder llegar hacia Alberto Fujimori en caso se requiriera. Santiago Fujimori se comprometió a explicarle a su hermano lo acontecido. Luego de unos días, Miyashiro fue citado a Palacio de Gobierno para una reunión con Alberto Fujimori. Sin embargo, al llegar, un edecán le informó al comandante Miyashiro que el presidente no se encontraba por una situación de fuerza mayor entregándole, a la par, un fólder diciéndole: "Felicitaciones, mi coronel".

### Operación MISTI 92 y el Acuerdo de Paz
El 24 de septiembre de 1992, Guzmán fue presentado al público con un traje a rayas con el número 1509 (día en que se fundó la PIP) mientras gritaba que algunos pensaban que su captura era "la gran derrota. Hoy le decimos que solo es un recodo". El 29 de septiembre se inició su proceso judicial con jueces sin rostro y el 7 de octubre fue condenado a cadena perpetua. Estando en prisión, Guzmán ideó una estrategia denominada como los "acuerdos de paz" con el objetivo de reconstruir el Partido y replegar a los senderistas. Paralelamente, Vladimiro Montesinos inició la Operación Misti 92, teniendo como objetivo la división de Sendero Luminoso en bandos enfrentados y la renuncia de la acción armada por parte de la dirigencia de la organización subversiva.